# Monatélé
Monatélé es una comuna camerunesa perteneciente al departamento de Lekié de la región del Centro.
En 2005 tiene 36 933 habitantes, de los que 10 324 viven en la capital comunal homónima.
Se ubica unos 50 km al noroeste de la capital nacional Yaundé, a orillas del río Sanaga.

## Localidades
Comprende la ciudad de Monatélé y las siguientes localidades:
- Bikogo
- Ebanga
- Ebolmongo
- Ebondégué
- Ekekom
- Ekouda
- Elig-Bikoun
- Elon
- Emana
- Etom
- Eyeng-Meyong
- Ezezang
- Kougouda
- Lekoun
- Léla
- Lenouk
- Levem
- Mengono
- Monabo I
- Mong
- Mpong
- Mvomekak I
- Mvomekak II
- Ndoup
- Ngama
- Mgbaba
- Ngomo
- Nkang
- Nkog-Bong
- Nkog-Ekogo
- Nkol Mebel
- Nkol Tomo
- Nkol-Ngobo
- Nkol-Onana
- Nkolevida
- Nkolfeb
- Nkolkossé
- Nkolmelen
- Nkolmelong
- Nkolmetolo I
- Nkolndoup
- Nkolngal
- Nkolossananga
- Nkolowono
- Nkolve
- Nkombibam I
- Nkongmessa
- Nkongmesse
- Nlongbon I
- Ntol
- Okokodo
- Ossebe
- Ovang
- Poupouma
- Tala
- Zobsila